# Yamna Bent El Hadj El Mahdi
Maâlma Yamna, de son vrai nom Yamna Bent El Hadj El Mahdi est une musicienne algérienne, né à Alger en 1859. Elle est l'une des grands maîtres de la musique sanâa, la seule femme qui a reçu le titre de maâlma pour sa maîtrise du répertoire citadin.

## Biographie
Yamina Bent Hadj El Mahdi est née en 1859 dans la Casbah d'Alger, d'une famille citadine. Dès l'âge de 10 ans, elle se produit au cours des fêtes familiales. Elle est patronnée par le Cheikh Brihmat, directeur d'une grande médersa ancienne de la Casbah. Grand savant, mélomane, il lui apprend à lire et à écrire ainsi qu'à maîtriser le chant, la kuitra et la kamandja. 
Auprès de lui, elle apprend la poésie andalouse. Des témoignages recueillis auprès de la famille Brihmat mentionne que c’est son fils, Sid Ahmed Ben Brihmat, interprète et musicien, qui fait découvrir à Yamna la nouba. Elle s’entraîne alors à la mémorisation du répertoire. 
Elle s’inspire de Cheikha Kheïra Djabouni, qui animait les fêtes familiales dans des milieux exclusivement féminins. En effet à Alger, les femmes occupaient une place prépondérante et singulière en tant que héritières de l'art musical andalou. Elles se produisaient les fêtes familiales avec cependant un style qui leur était propre.
Mais Yamna décide également de marcher sur les pas des grands-maîtres, tels Cheikh Mnemèche et Cheikh Sfindja. Elle fréquente le salon de Sfindja à Bouzareah, où il enseigne la musique. Elle se mesure et débat avec Edmond Nathan Yafil sur les poésies andalouses, mais aussi avec Kouider Bensmaïl (1850-1922). Elle constitue un orchestre masculin.
Pour l'animation de fêtes familiales, elle constituait un autre orchestre féminin, composé de Haoula à la kouitra, Houria à la derbouka, Tamani au tar et elle-même au violon. Aux mariages, elle se montrait rigoureuse quant au respect des us et des coutumes. Lors d'un mariage à Tlemcen, elle intègre Abdelkrim Dali, alors jeune musicien dans son orchestre.
Elle était très connue non seulement en Algérie mais, dans tout le Maghreb. Le Bey de Tunis la faisait venir régulièrement pour des festivités en son palais. Yamna Bent El Hadj El Mahdi est morte le 1er juillet 1933 à Alger. Elle est entrée au cimetière d’El Kettar.

## Œuvre
En plus de la nouba, Yamina pratiquait le patrimoine des qasidas : genre aroubi, qadiriate et madih. Seule femme à maîtriser tous les répertoires, elle est la seule, à ce jour, qui a reçu le prestigieux titre de maâlma (« maîtresse émérite »).
On lui doit le chant des mariées Rana djinak, qui est devenu un texte lyrique incontournable dans la tradition nuptiale algéroise. En 1905, elle participe au  quatorzième Congrès international des orientalistes qui s'est déroulé à Alger, où elle a fait une démonstration, un groupe msemmaat a accueilli le public avec la chanson Rāna jīnak (« Nous sommes venus à vous »).
Elle enregistre plusieurs centaines de disques de 1905 à 1928, la quasi-totalité du répertoire sur cylindres puis sur 78 tours, 500 enregistrements, tous genres confondus, dont la poésie de Sidi Lakhdar Ben Khlouf : Bismillah bdit enzemam aân tedj errousla  (« Je commence au nom de Dieu à chanter les mérites du Prince des Envoyés ») et Galou l’aârab galou, sur l’histoire de Salah Bey de Constantine.